# T-38 (Traktor)
Der T-38 (russisch Т-38) ist ein sowjetischer Kettentraktor, der ab 1958 im Lipezki Traktorny Sawod (kurz ЛТЗ bzw. LTZ) gefertigt wurde. In 15 Jahren Bauzeit wurden etwa 130.000 Exemplare des Fahrzeugs produziert, das den sehr ähnlichen Vorgänger KD-35 ersetzte.

## Fahrzeuggeschichte

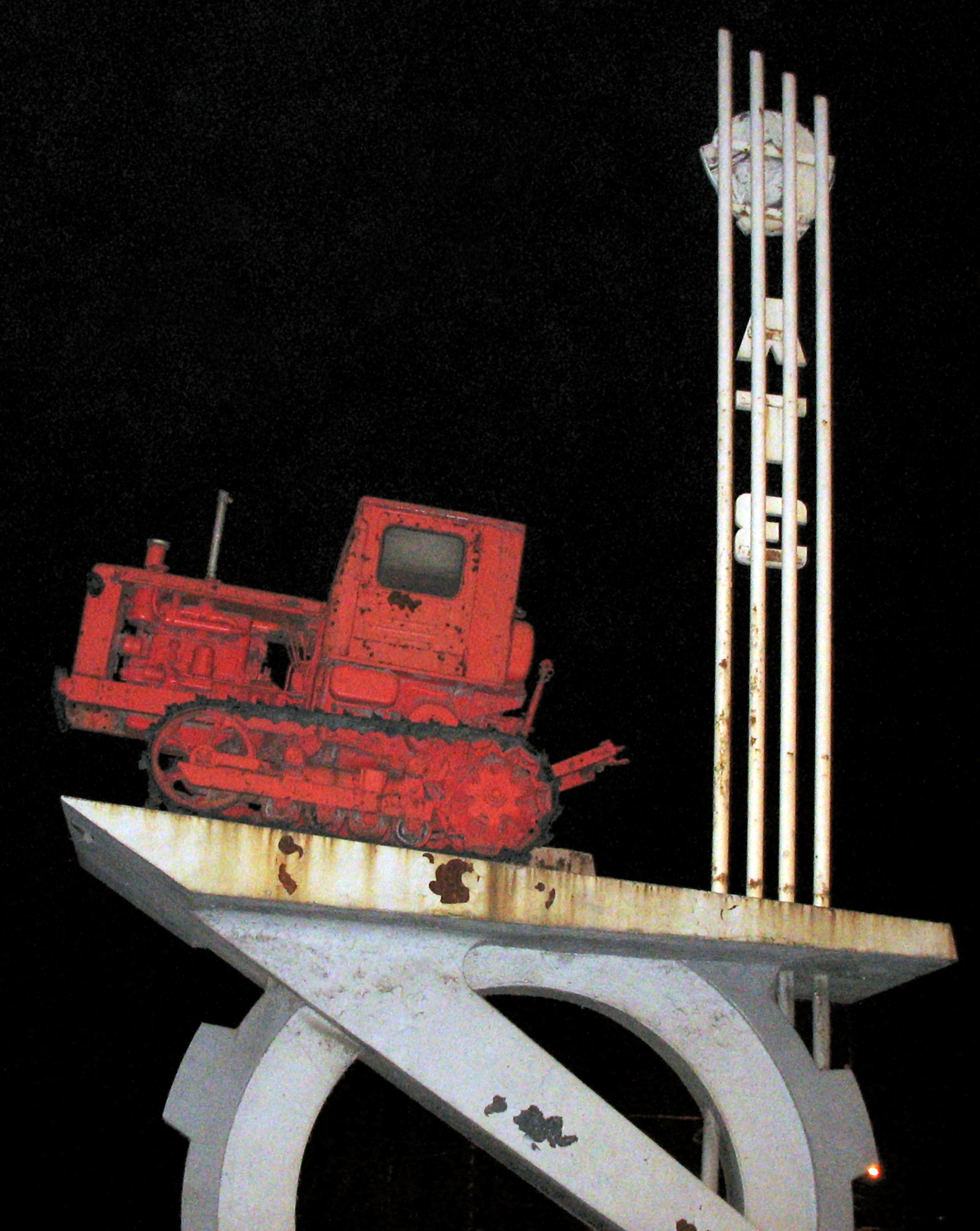
Ein T-38 vor dem Lipezki Traktorny Sawod (2006)

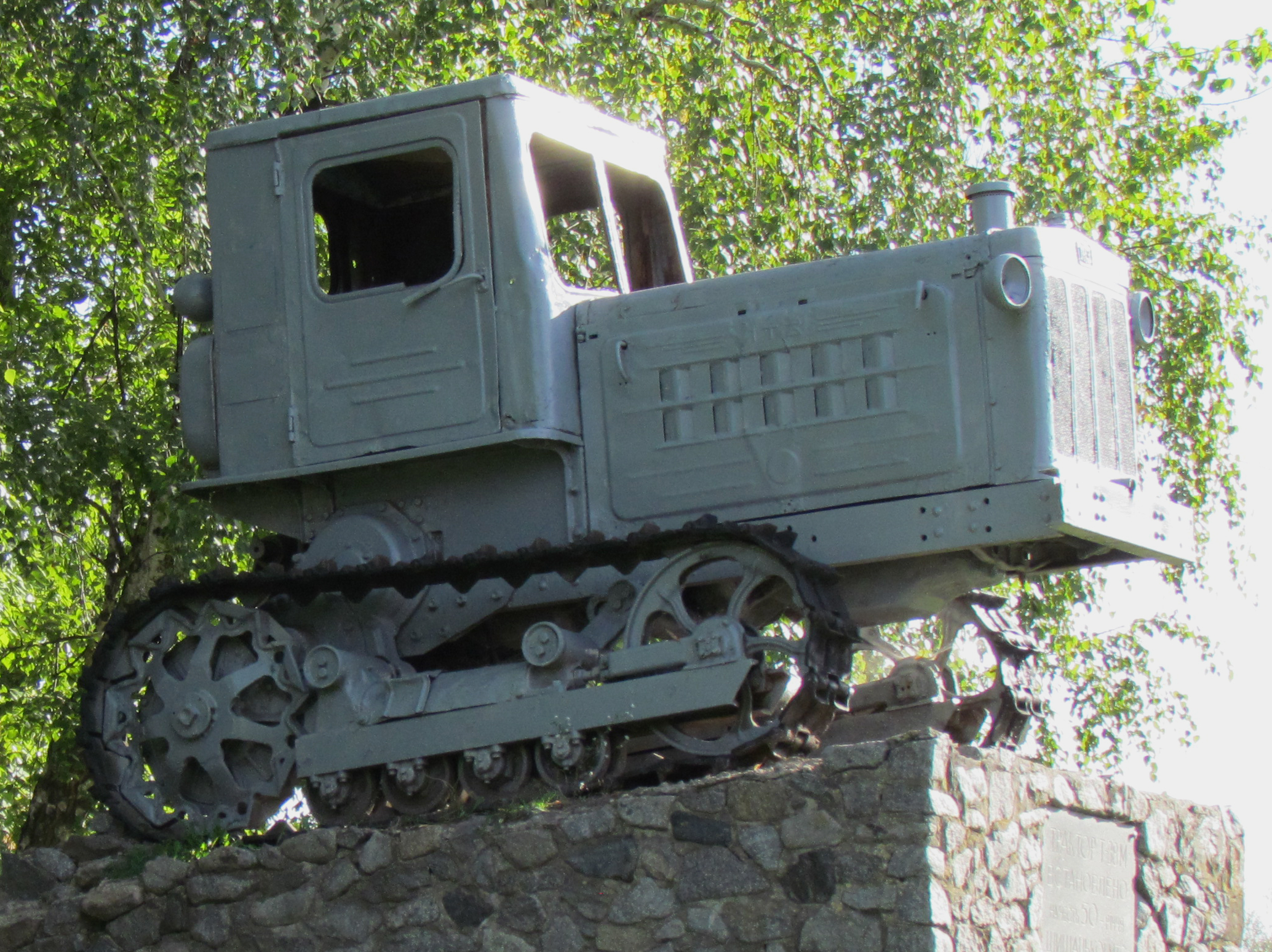
T-38 als Denkmal in Schyschaky, Ukraine (2012)

Als Ersatz für den bereits im Zweiten Weltkrieg entwickelten KD-35 begann das Lipezker Traktorenwerk 1958 mit der Fertigung des T-38. Das Fahrzeug unterschied sich optisch wenig vom Vorgänger. Es wurde jedoch nun standardmäßig mit Kabine für den Traktoristen ausgeliefert. Außerdem wurden neue Dieselmotoren verbaut. Zunächst kamen Motoren des Typs D-40 mit 40 PS (29,4 kW) Dauerleistung zum Einsatz. Ein Jahr später wurde die Leistung des Triebwerks auf 45 PS (33 kW) gesteigert, indem man die maximale Drehzahl der Kurbelwelle von 1400 auf 1600 min−1 anhob.
Im Jahr 1962 erhielt der Kettentraktor ein weiteres Mal eine Leistungssteigerung. Ab diesem Zeitpunkt wurden Motoren des Typs D-48L verbaut, auch dieser Dieselmotor hat vier Zylinder und einen Hubraum von 4,5 Litern. Die Leistung konnte aber auf 50 PS (37 kW) gesteigert werden. Gleichzeitig stieg die Höchstgeschwindigkeit leicht an und die Zugkraft des Fahrzeugs nahm zu. Der nun als T-38M bezeichnete Traktor wurde noch bis 1973 gefertigt. Danach stellte LTZ die Fertigung von Kettentraktoren ein und baut seitdem Radtraktoren.
Insgesamt wurden etwa 130.100 T-38-Traktoren gebaut, darunter 26.300 der ersten Generation und 103.800 modernisierte T-38M. Verschiedene Exemplare sind unter anderem in Russland erhalten geblieben, eines davon steht als Denkmal vor dem Herstellerwerk in Lipezk.
Wahrscheinlich kam kein einziger T-38 je nach Deutschland. Lediglich die verwendeten Dieselmotoren der Typen D-40 und D-48 wurden importiert. Verbaut im Radtraktor MTZ-5 aus dem Minski Traktorny Sawod kamen bis 1963 einige Exemplare in die Deutsche Demokratische Republik.
Die ungewöhnliche Bauform mit schmalen Gleisketten und sehr hoher Bodenfreiheit von 64 Zentimetern kam bereits beim Vorgänger zur Anwendung. Dieser war speziell für den Anbau von Zuckerrüben konzipiert worden.
Basierend auf dem T-38 entwickelte und produzierte das Lipezker Werk außerdem drei verschiedene Spezialtraktoren. Die Modelle T-40B, T-50A und T-42 waren alle bedeutend kleiner und für landwirtschaftliche Spezialaufgaben wie den Weinanbau gedacht. Der T-42 war als einziger ein Radtraktor, die beiden anderen Modelle Kettentraktoren. Der T-40B hatte konstruktiv nichts mit dem Radtraktor T-40 zu tun, den das Werk später jahrzehntelang in großen Stückzahlen baute.

## Technische Daten
Die nachfolgenden Daten beziehen sich auf das Modell T-38M, die Daten in der Infobox dagegen auf die erste Version T-38 von 1958.
- Motor: Vierzylinder-Viertakt-Dieselmotor
- Motortyp: D-48L
- Leistung: 50 PS (37 kW)
- Hubraum: 4,50 l
- Bohrung: 105 mm
- Hub: 130 mm
- spezifischer Kraftstoffverbrauch: 200 g/PSh (272 g/kWh)
- Tankinhalt: 115 l
- Anlasser: Einzylinder-Ottomotor vom Typ PD-10M
- Motorgewicht: 660 kg
- Getriebetyp: handgeschaltetes Getriebe mit fünf Vorwärts- und einem Rückwärtsgang
- Höchstgeschwindigkeiten:
  - vorwärts: 4,32–10,30 km/h
  - rückwärts: 4,03 km/h
- Zugkraft: maximal 18,2 kN

Abmessungen und Gewichte
- Bodenfreiheit: 640 mm
- Spurweite: 1340 mm
- Radstand zwischen den Kettenrädern: 1740 mm
- Gewicht: 3950 kg
- Leistungsgewicht: 79 kg/PS beziehungsweise 12,66 PS/t
- spezifischer Bodendruck: 0,4 kg/cm²